# Lacanobia nervosa
Lacanobia nervosa là một loài bướm đêm trong họ Noctuidae.